# Spettroscopia fotoelettronica a raggi X
La spettroscopia fotoelettronica a raggi X, comunemente indicata con XPS o XPES (dall'inglese X-ray photoelectron spectroscopy), è una tecnica di spettroscopia fotoelettronica, per la precisione una spettroscopia ESCA, utilizzata per sondare le superfici dei materiali. Essa consente infatti di conoscere gli elementi chimici che compongono la superficie di un materiale e di determinarne talvolta lo stato di legame.

## Principio di funzionamento
Il campione viene irraggiato con una sorgente di raggi X monocromatica. I fotoni entrano nel materiale e subiscono varie interazioni, tra le quali l'effetto fotoelettrico e l'emissione Auger. In entrambi i casi un elettrone viene espulso dal materiale con una energia cinetica legata all'energia di legame dello stesso.
Misurando l'energia cinetica dell'elettrone espulso si risale alla sua energia di legame, indicativa dell'elemento chimico interessato, secondo la formula:
{\displaystyle K=h\nu -E_{B}-\Phi }
dove {\displaystyle E_{B}} è l'energia di legame, {\displaystyle h\nu } l'energia dei fotoni incidenti, {\displaystyle K} l'energia cinetica dell'elettrone e {\displaystyle \Phi } la funzione lavoro dello spettrometro.
Nel caso di analisi di un solido, la tecnica permette di analizzarne i primi strati atomici (una profondità di qualche nanometro), poiché solo gli elettroni eccitati in prossimità della superficie riescono a fuoriuscire dal campione senza subire interazioni con conseguenti perdite di energia e quindi mantenendo l'informazione che trasportano.

## Strumento

### Sorgente a raggi X

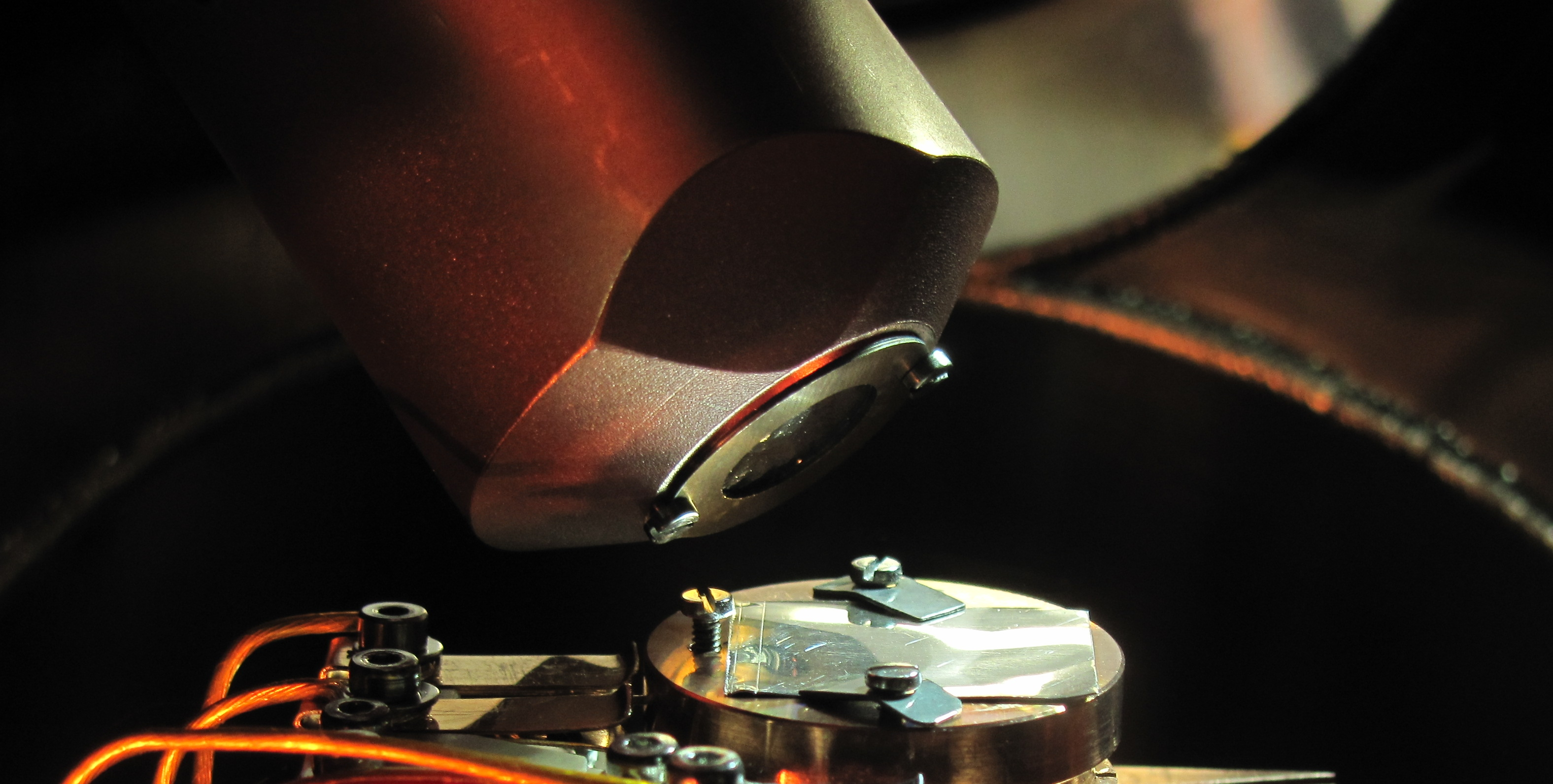
Vista interna di un sistema XPS

Come sorgente viene utilizzato un tubo a raggi X. Esso è composto da un filamento attraversato da corrente e tenuto a un potenziale più negativo rispetto a una griglia che gli sta davanti. Il filamento emette elettroni per effetto termoionico, questi vengono accelerati verso l'anodo per la differenza di potenziale e vanno a collidere contro una targhetta di metallo (generalmente alluminio) posta in prossimità della griglia (l'anodo). Gli elettroni penetrano all'interno della targhetta e perdono energia per vari fenomeni. Tra i vari vi è la perdita di energia per frenamento (interazione degli elettroni con i nuclei atomici) che causa emissione di raggi X (ogni particella carica sottoposta ad accelerazione emette radiazione elettromagnetica), e la emissione di raggi X caratteristici. Questa avviene quando l'elettrone subisce un urto anelastico e provoca lo scalzamento di un elettrone della targhetta che lascia una vacanza alle sue spalle.
In un tempo breve (il tempo di rilassamento dell'atomo) un altro elettrone va ad occupare la vacanza da un livello più esterno o dal livello di vuoto attraverso una transizione radiativa cui è associata l'emissione di un fotone di energia pari alla differenza di energia dei due livelli atomici coinvolti.

### Analizzatore
Uno degli analizzatori più usati è il settore elettrostatico. Un altro è il campo ritardante.

## Applicazioni
La tecnica trova un utilizzo abbastanza ampio in campo industriale, è particolarmente utile nel campo della catalisi dal momento che è fondamentale conoscere lo stato della superficie dei catalizzatori nelle condizioni di reazione. Altri usi sono: polimeri, fotocatalisi, metallurgia, microelettronica, protezione ambientale, protezione dalla corrosione.
Essendo una tecnica non distruttiva trova anche un buon utilizzo nel campo dei beni culturali.